# Place Maurice-Marchais
La place Maurice-Marchais est une place publique de Vannes (Morbihan).

## Localisation
Elle est située à la lisière de l'intramuros de la ville, au nord-ouest du centre médiéval. Elle communique avec la place de la République et le port de Vannes par la rue Thiers, avec la place de la Libération par la rue Hoche et la rue de la Loi, et avec la place Henri-IV par la rue Émile-Burgault.
La place Maurice-Marchais occupe un espace carré d'environ 50 mètres de côté.

## Toponymie
Le nom de la place Maurice-Marchais rappelle l'ancien maire de la ville au début de la seconde Guerre mondiale et à la Libération, Maurice Marchais.
Auparavant, la place a porté successivement les noms de « place du Grand-Marché », « place Napoléon » et « place de l'Hôtel-de-Ville ».

## Monuments

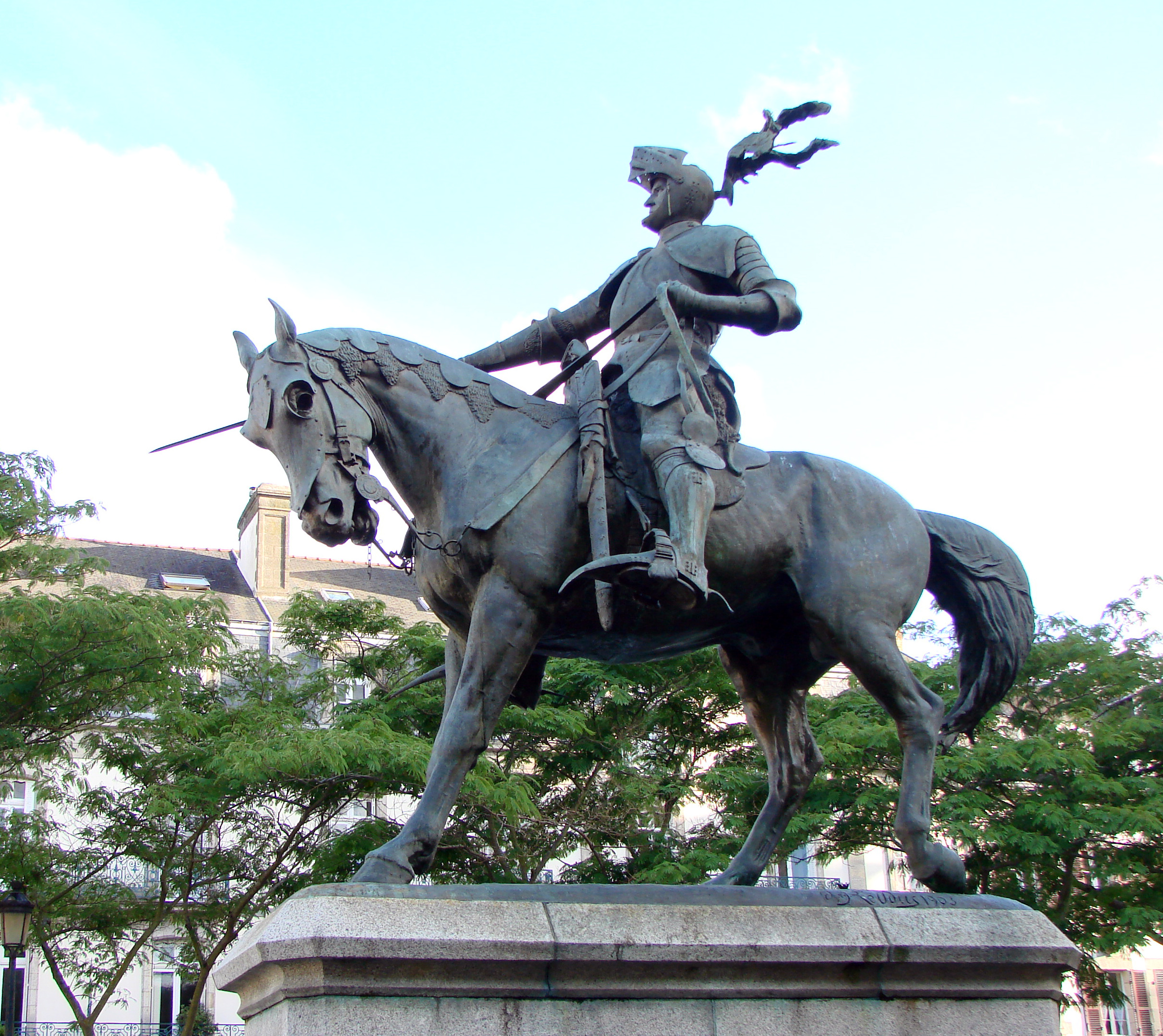
Statue équestre d'Arthur III de Bretagne

La place Maurice-Marchais est bordée par plusieurs bâtiments importants :
– l'hôtel de ville de Vannes ;
– la chapelle Saint-Yves ;
– le collège Jules-Simon ;
– plusieurs maisons à colombages.
On y trouve aussi la statue équestre d'Arthur III de Bretagne.

## Occupation
Jusqu'en 2012, la place était en grande partie utilisée comme parking, avec une quarantaine de places de stationnement. Pendant l'hiver, elle est utilisée pour aménager une patinoire extérieure.
Le départ de la faculté de droit toute proche, qui a permis de récupérer des places de stationnement, a poussé la mairie à rendre la place Maurice-Marchais aux piétons à l'été 2012. Un appel à projets a été lancé auprès des architectes pour revaloriser cet espace. Le choix du projet aura lieu début 2013.